# Université Padjadjaran
L'université Padjadjaran, que les indonésiens désignent souvent par l'acronyme « UNPAD », est un établissement supérieur indonésien situé dans la ville de Bandung, capitale de la province de Java occidental.
L'université porte le nom de l'ancien royaume sundanais de Pajajaran. Toutefois, comme pour l'université Gadjah Mada de Yogyakarta, la graphie « dj », antérieure à la réforme de 1972 a été conservée dans le nom.

## Histoire
L'université a été fondée à l'initiative de membres éminents de la société de Java occidental, qui souhaitaient mettre sur pied une institution d'enseignement supérieur pour les jeunes de la province. Elle est officiellement créée le 11 septembre 1957 et inaugurée par le président Soekarno le 24 septembre de la même année.

## Facultés
À l'origine, l'université ne possède que 4 facultés. Aujourd'hui, avec 16 facultés et plusieurs programmes de 3e cycle, elle est l'une des principales universités d'Indonésie.
1. Faculté Technologique des Industries Agricoles
2. Faculté d'Agronomie
3. Faculté Dentaire
4. Faculté de Droit
5. Faculté d'Economie
6. Faculté d'Elevage
7. Faculté Technique de Géologie
8. Faculté d'Infirmerie
9. Faculté de Lettres
10. Faculté de Médecine
11. Faculté de Mathématiques et de Sciences de la Nature
12. Faculté de la Pêche et des Sciences de la Mer
13. Faculté de Pharmacie
14. Faculté de Psychologie
15. Faculté des Sciences Sociales et Politiques
16. Faculté des Sciences de la Communication